# Klaksvík (commune)
Pour les articles homonymes, voir Klaksvík.
La commune de Klaksvík est une commune des îles Féroé dont la ville de Klaksvík est le chef-lieu. Son territoire épars s'étend sur la majeure partie de l'île de Borðoy, le nord de l'île de Kalsoy et l'île de Svínoy. Klaksvík est la deuxième plus grande ville des Iles Féroé.

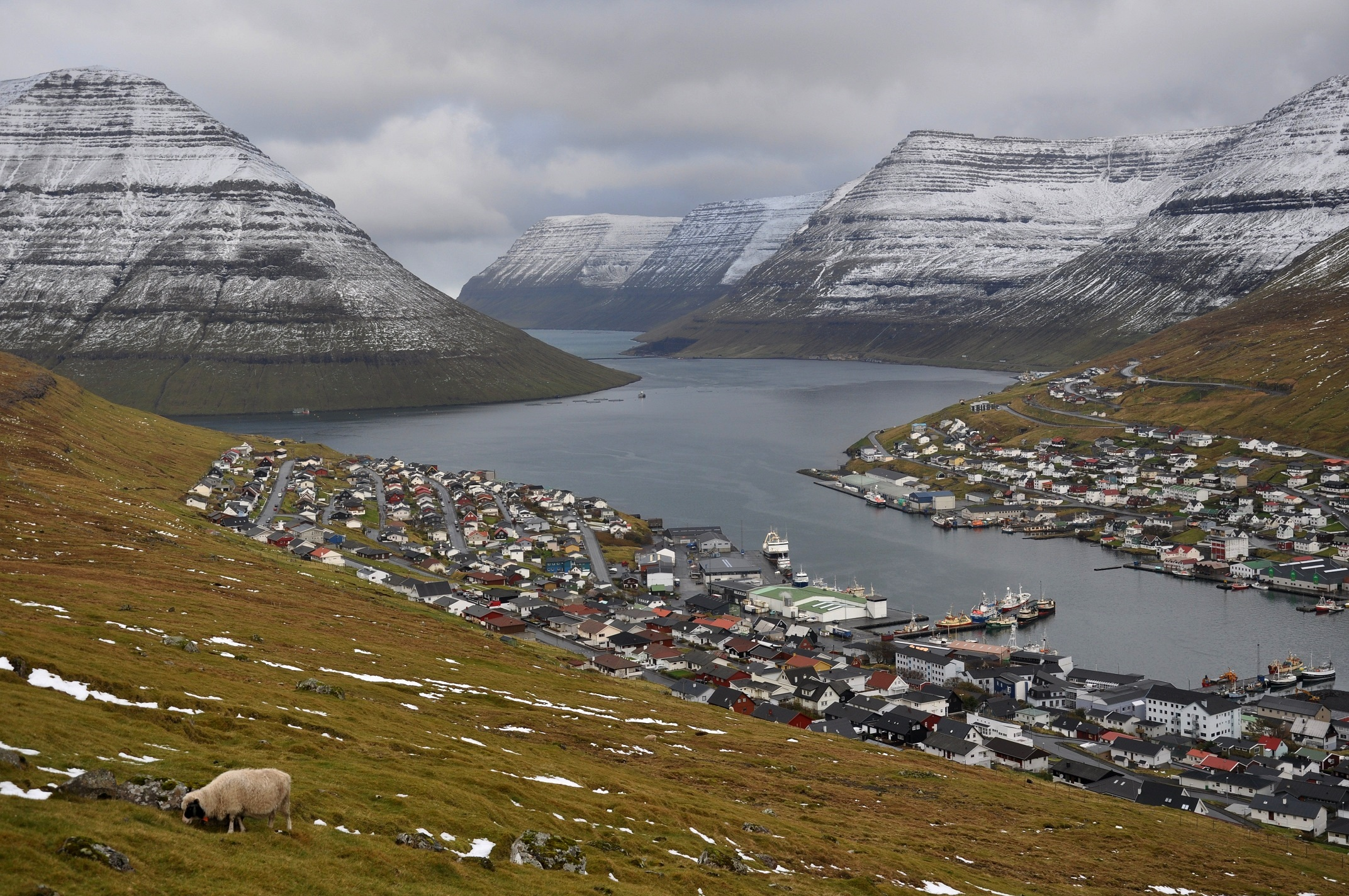
Klaksvík